# Короленко, Олег Иванович
Олег Иванович Короленко (13 августа 1937, Новокузнецк, РСФСР, СССР — 18 ноября 2021) — советский хоккеист и хоккейный тренер.

## Биография
Родился 13 августа 1937 года в Сталинске (ныне — Новокузнецк). Почётный гражданин города Новокузнецка. После окончания школы поступил в монтажный техникум, который окончил в 1961 году. Два года проучился в Новокузнецком педагогическом институте. С 1954 года в команде «Металлург», которая в 1959−1960 годах выступала в классе А чемпионата СССР. С 1960 года капитан новокузнецкого «Металлурга». В 1961 И 1963 годах входил в число лучших бомбардиров чемпионата СССР. В сезоне 1960/61 забросил 23 шайбы. На протяжении 12 сезонов был капитаном «Металлурга». За 10 сезонов Короленко забил 253 шайбы, из их 179 в высшей лиге чемпионата СССР. В 1970 году ушёл из большого хоккея. С 1970 по 1995 год работал в обжимном цехе Кузнецкого металлургического комбината, потом во Дворце спорта Кузнецких металлургов. В 1970-х годах работал детским тренером по хоккею. Тренируемая им команда «Рассвет» становилась победителем городских и районных соревнований по хоккею. С 2020 года «Арена Кузнецких металлургов» носит имя Олега Короленко.
Умер 18 ноября 2021 года.
Сын Евгений — серебряный призёр чемпионата Европы среди юниорских команд 1978 года.